# Robert C. Cooper
Robert C. Cooper, född 14 oktober 1968 i Toronto, Kanada, är en kanadensisk producent och manusförfattare.
Sina största framgångar har han haft med de båda kanadensisk-amerikanska TV-serierna i science fiction-genren Stargate SG-1 (avslutad 2007) och Stargate Atlantis (avslutad feb 2009), medförfattare till efterföljaren Stargate Universe. Han räknas dessutom tillsammans med Brad Wright som skapare av dessa framgångsrika science fiction-serier, och skrev sammanlagt 64 avsnitt av Stargate SG-1 och fram till utgången av år 2007 (de fyra första säsongerna) 67 avsnitt av Stargate Atlantis. Som producent eller medproducent står Cooper bakom 190 avsnitt av Stargate SG-1 och fram till utgången av 2007 för 70 avsnitt av Stargate Atlantis. Han är även regissör och manusförfattare till en av de Stargate-långfilmer som förväntas släppas 2008: Stargate: The Ark of Truth.
Cooper har skapat det mesta av ramarna kring och den bakomliggande grundhistorien för Stargate-universumet. Det var han som hittade på "De gamla", den förmodat utdöda art som för tiotusentals år sedan byggde och placerade ut de stjärnportar som genom maskhålsteknik möjliggör omedelbar transport till avlägsna planeter. Cooper utvecklade också idén att en allians skulle skapas mellan människan och tre andra arter mot Goa'uld, även om två av dessa – Nox respektive Asgard skapades av Hart Hanson och Katahryn Powers – medan Cooper svarade för Tok'ra.
I premiäravsnittet av den tionde säsongen av Stargate SG-1 (juli 2006) gör Coopers då 4-åriga dotter Emma Cooper sin debut som skådespelare genom att gestalta "Adria".

## Filmografi
Som manusförfattare eller medförfattare
- 1996 - PSI Factor: Chronicles of the Paranormal - 2 avsnitt
- 1997 - PSI Factor: Chronicles of the Paranormal - 2 avsnitt
- 1997 - Flash Forward - 1 avsnitt
- 1997 - Stargate SG-1 - 12 avsnitt
- 1998 - Stargate SG-1 - 10 avsnitt
- 1999 - Stargate SG-1 - 5 avsnitt
- 2000 - Stargate SG-1 - 4 avsnitt
- 2001 - Stargate SG-1 - 4 avsnitt
- 2002 - Stargate SG-1 - 6 avsnitt
- 2003 - Stargate SG-1 - 3 avsnitt
- 2004 - Stargate Atlantis - 14 avsnitt
- 2004 - Stargate SG-1 - 8 avsnitt
- 2005 - Stargate Atlantis - 20 avsnitt
- 2005 - Stargate SG-1 - 6 avsnitt
- 2006 - Stargate Atlantis - 20 avsnitt
- 2006 - Stargate SG-1 - 4 avsnitt
- 2007 - Stargate Atlantis - 13 avsnitt
- 2007 - Stargate SG-1 - 2 avsnitt

Som producent eller medproducent
- 1998 - Stargate SG-1 - 13 avsnitt
- 1999 - Stargate SG-1 - 22 avsnitt
- 2000 - Stargate SG-1 - 22 avsnitt
- 2001 - Stargate SG-1 - 24 avsnitt
- 2002 - Stargate SG-1 - 20 avsnitt
- 2003 - Stargate SG-1 - 19 avsnitt
- 2004 - Stargate Atlantis - 14 avsnitt
- 2004 - Stargate SG-1 - 22 avsnitt
- 2005 - Stargate Atlantis - 20 avsnitt
- 2005 - Stargate SG-1 - 18 avsnitt
- 2006 - Stargate Atlantis - 20 avsnitt
- 2006 - Stargate SG-1 - 20 avsnitt
- 2007 - Stargate Atlantis - 15 avsnitt
- 2007 - Stargate SG-1 - 10 avsnitt

Som regissör
- 2006 - Stargate Atlantis - 1 avsnitt
- 2006 - Stargate SG-1 - 1 avsnitt
- 2007 - Stargate Atlantis - 1 avsnitt
- 2007 - Stargate SG-1 - 1 avsnitt

## Utmärkelser
- 2007 - The Constellation Awards, Best Overall 2006 Science Fiction Film or Television Script: Stargate SG-1: 200